# Hans Zehetmaier
Hans Zehetmaier (* 21. November 1954 in Wartenberg, Taufname Johann Friedrich) ist ein deutscher Unternehmer. Er ist Mitbegründer und war bis zum 31. Dezember 2019 Vorstandsvorsitzender von msg systems.

## Leben
Im Studium der Betriebswirtschaft an der Fachhochschule Landshut (heute Hochschule für angewandte Wissenschaften Landshut) legte Zehetmaier einen Schwerpunkt auf elektronische Datenverarbeitung (EDV). 1979 schloss er als Diplom-Betriebswirt (FH) ab. Während der Studienzeit arbeitete er als Werkstudent für IBM in München.

## Unternehmer
Mit Herbert Enzbrenner und Pius Pflügler (1953–2024) gründete er am 31. Januar 1980 die Msg Software GmbH, die 2001 zur msg systems ag umfirmierte.
Unter der Führung von Zehetmaier und seinen Kollegen erhielt msg systems in den Jahren 2005, 2011, 2014 und 2017 die Auszeichnung BAYERNS BEST 50, den Preis des Bayerischen Wirtschaftsministeriums für unternehmerische Spitzenleistungen. 2011 belegte das Unternehmen zum dritten Mal den ersten Platz der „Führenden deutschen mittelständischen IT-Beratungs- und Systemintegrations-Unternehmen“.

## Mandate
- Vorsitzender des Aufsichtsrats bei der msg systems ag, Ismaning (seit 1. Januar 2020)[8]
- Vorsitzender des Aufsichtsrats bei der Plaut AG, seit 1. Juli 2019 msg Plaut Austria GmbH, Wien, Österreich (seit 15. September 2015, Mitglied des Aufsichtsrats seit 6. September 2012)[9]
- Vorsitzender des Aufsichtsrats bei der msg industry advisors ag, Ismaning (seit 1. Oktober 2015)[10]
- Vorsitzender des Aufsichtsrats bei der msg life ag, Leinfelden-Echterdingen (seit 24. Juni 2021)[11]
- Vorsitzender des Aufsichtsrats bei der msg nexinsure ag, Ismaning (seit 1. Juli 2018)
- Präsident des Verwaltungsrats bei der msg global solutions AG, Zürich, Schweiz (seit 31. März 2008)[12]
- Präsident des Verwaltungsrats bei der Prevo-System AG, Basel, Schweiz (seit 29. Juli 1999)
- Präsident des Verwaltungsrats bei der finnova AG, Lenzburg, Schweiz (seit 1. April 2015, Mitglied im Verwaltungsrat seit 6. Juli 2009)[13]
- Präsident des Verwaltungsrats bei der msg systems Schweiz, Zürich, Schweiz (seit 15. März 1995)
- Präsident des Verwaltungsrats bei der Softproviding AG, Basel, Schweiz (seit 19. Februar 2016)
- Mitglied des Aufsichtsrats bei der inex24 ag, Ismaning (seit 22. Juli 2011).[14]
- Mitglied des Aufsichtsrats bei der msg services ag, Ismaning (seit 23. April 2010)
- Mitglied im Hochschulrat der Hochschule Landshut – Hochschule für angewandte Wissenschaften Landshut[15]

## Auszeichnungen
2008 erhielt Zehetmaier die Auszeichnung „Entrepreneur des Jahres – Finalist 2008“.
2014 wurde er durch die Fachzeitschrift Computerwoche in die „IT-Hall of Fame“ der wichtigsten IT-Persönlichkeiten aufgenommen.